# Никол Джордан
Никол Джордан (на английски: Nicole Jordan) е американска писателка, авторка на бестселъри в жанровете любовен роман и исторически романс.

## Биография и творчество
Никол Джордан е родена през 1954 г. в Оклахома. Баща ѝ е бил военен, поради което семейството се мести често. Под влиянието на майка си тя се пристрастява към романтичната литература, особено към произведенията на Виктория Холт и Мери Стюарт. Завършва гимназия в Германия.
Учи в Технологическия университет на Джорджия и го завършва със степен по гражданско инженерство. След дипломирането си работи като производствен мениджър в компанията „Проктър и Гембъл“ в производството на памперси и тоалетна хартия. След като прочита романа „Tears of Gold“ на Лори Макбейн, Никол започва да мечтае за написването на собствени истории.
По късно участва в мотивационен семинар на тема „Направете го сега – не чакайте, докато станете прекалено стар, за да осъществите мечтите си“. Връщайки се в къщи Никол решава да опита с първата си книга през 1981 г. Заставайки твърдо на това решение, и с подкрепата на съпруга си и приятелите, тя в продължение на 4 години и половина пише и редактира работата си, получавайки много откази от издателите. В последната от тези години тя напуска работа и се отдава на завършване на ръкописа.
През 1985 г. издателство „Zebra books“ купува първата ѝ творба, но иска преработка и тя посвещава за това над 8 месеца, пренаписвайки ръкописа отначало. Романът „Velvet Embrace“ е публикуван през 1987 г. и това дава основание на Джордан да се посвети на писателското си поприще. Тя и съпругът ѝ се преместват от Атланта в Юта, защото той е запален скиор.
Никол пише ежедневно по 6 дни в седмицата своите омагьосващи истории за несравнима страст и чувственост. Нейните исторически романси често са в списъците на бестселърите на „Ню Йорк Таймс“ и „USA Тудей“. Те са преведени на много езици и са отпечатани в над 4 милиона екземпляра.
Романите на Никол Джордан имат много номинации за награди. През 2007 г. тя е удостоена с награда за цялостно творчество от списание „Romantic Times“ за нейните исторически романси. За тях тя получава и наградата „Дороти Паркър“ за върховни постижения, която се определя от група от над сто рецензенти.
Никол Джордан живее със съпруга си в Скалистите планини на щата Юта. Обича да гледа любимите си коне и да участва с тях в шоу програми. Първият от тях ѝ е подарен от съпруга ѝ за нейния 40-и рожден ден.

## Произведения

### Самостоятелни романи
- Velvet Embrace (1987)
- Desire and Deception (1988)
- Moonwitch (1990)
- Tender Feud (1991)
- Lord of Desire (1992)
- Wildstar (1992)
- Touch Me with Fire (1993)
- The Savage (1994)
- The Warrior (1995)
- The Lover (1997)

### Серия „Скалистите планини“ (Rocky Mountain)
1. The Outlaw (1996)
Прокуденият, изд.: ИК „Ирис“, София (2010), прев.
2. The Heart Breaker (1998)

### Серия „Прословут“ (Notorious)
1. The Seduction (2000)
Прелъстяване, изд.: ИК „Ирис“, София (2014), прев. Ваня Пенева
2. The Passion (2000)
Страст, изд.: ИК „Ирис“, София (2014), прев. Ваня Пенева
3. Desire (2001)
4. Ecstasy (2002)
5. The Prince of Pleasure (2003)

### Серия „Рай“ (Paradise)
1. Master of Temptation (2004)
2. Lord of Seduction (2004)
3. Wicked Fantasy (2005)
4. Fever Dreams (2006)

### Серия „Ухажорски войни“ (Courtship Wars)
1. To Pleasure a Lady (2008)
2. To Bed a Beauty (2008)
3. To Seduce a Bride (2008)
4. To Romance a Charming Rogue (2009)
5. To Tame a Dangerous Lord (2010)
6. To Desire a Wicked Duke (2011)

### Серия „Легендарни любовници“ (Legendary Lovers)
1. Princess Charming (2012)
2. Lover Be Mine (2013)